# Dumitreni, Florești
Dumitreni este un sat din cadrul comunei Alexeevca din raionul Florești Republica Moldova.

## Demografie

### Structura etnică
Structura etnică a satului conform recensământului populației din 2004:
| Grup etnic         | Populație | % Procentaj |
| ------------------ | --------- | ----------- |
| Moldoveni / Români | 573       | 97,95%      |
| Ucraineni          | 9         | 1,54%       |
| Ruși               | 2         | 0,34%       |
| Alții              | 1         | 0,17%       |
| Total              | 585       | 100%        |

## Personalități originare din Dumitreni
- Valeriu Pleșca - politician, ministru al apărării din Republica Moldova în 2004-2007